# Copa del Món de ciclisme en pista de 1998
La Copa del Món de ciclisme en pista de 1998 va ser la 6a edició de la Copa del Món de ciclisme en pista. Es va celebrar del 22 de maig de 1998 al 21 de juny de 1998 amb la disputa de quatre proves.

## Proves
| Data             | Lloc     |
| ---------------- | -------- |
| 22-24 maig 1998  | Cali     |
| 29-31 maig 1998  | Victòria |
| 12-14 juny 1998  | Berlín   |
| 19-21 agost 1998 | Hyères   |

## Resultats

### Masculins
| Event                 | Guanyador                                                                       | Segon                                                                                    | Tercer                                                                         |
| Cali                  | Cali                                                                            | Cali                                                                                     | Cali                                                                           |
| --------------------- | ------------------------------------------------------------------------------- | ---------------------------------------------------------------------------------------- | ------------------------------------------------------------------------------ |
| Keirin                | Jens Fiedler (GER)                                                              | Laurent Gané (FRA)                                                                       | Marty Nothstein (EUA)                                                          |
| Quilòmetre            | Stefan Nimke (GER)                                                              | José Antonio Escuredo (ESP)                                                              | Dimitris Georgalis (GRE)                                                       |
| Velocitat             | Arnaud Tournant (FRA)                                                           | Marty Nothstein (USA)                                                                    | Laurent Gané (FRA)                                                             |
| Velocitat per equips  | França · Arnaud Tournant · Laurent Gané · Damien Gérard                         | Alemanya · Jens Fiedler · Stefan Nimke · Jan van Eijden                                  | Grècia · George Chimonetos · Dimitris Georgalis · Labros Vassilopoulos         |
| Persecució            | Luke Roberts (AUS)                                                              | Stefan Steinweg (GER)                                                                    | Robert Karśnicki (POL)                                                         |
| Persecució per equips | França · Damien Pommereau · Fabien Merciris · Jérôme Neuville · Andy Flickinger | Argentina · Gustavo Artacho · Gonzalo García · Walter Pérez · Edgardo Simón              | Espanya · Adolfo Alperi · Cristóbal Forcadell · Isaac Gálvez · Ivan Herrero    |
| Puntuació             | Joan Llaneras (ESP)                                                             | Jean-Michel Tessier (FRA)                                                                | Andrei Minachkine (RUS)                                                        |
| Madison               | Argentina · Gabriel Curuchet · Juan Curuchet                                    | Espanya · Joan Llaneras · Isaac Gálvez                                                   | Alemanya · Stefan Steinweg · Mario Vonhof                                      |
| Victòria              |                                                                                 |                                                                                          |                                                                                |
| Keirin                | Frédéric Magné (FRA)                                                            | Marty Nothstein (USA)                                                                    | Jan van Eijden (GER)                                                           |
| Quilòmetre            | Erin Hartwell (USA)                                                             | Frédéric Lancien (FRA)                                                                   | Stefan Nimke (GER)                                                             |
| Velocitat             | Frédéric Magné (FRA)                                                            | Jan van Eijden (GER)                                                                     | Jens Fiedler (GER)                                                             |
| Velocitat per equips  | Alemanya · Jens Fiedler · Stefan Nimke · Jan van Eijden                         | França · John Giletto · Frédéric Lancien · Frédéric Magné                                | Polònia · Grzegorz Krejner · Marcin Mientki · Grzegorz Trębski                 |
| Persecució            | Stefan Steinweg (GER)                                                           | Michael Sandstød (DEN)                                                                   | Brett Lancaster (AUS)                                                          |
| Persecució per equips | Austràlia · Timothy Lyons · Michael Rogers · Brett Lancaster · Luke Roberts     | Nova Zelanda · Gary Anderson · Brendon Cameron · Timothy Carswell · Lee Vertongen        | Dinamarca · Tayeb Braikia · Jimmi Madsen · Jakob Piil · Michael Sandstød       |
| Puntuació             | Brian Walton (CAN)                                                              | Jimmi Madsen (DEN)                                                                       | Pavel Khamidouline (RUS)                                                       |
| Madison               | Austràlia · Luke Roberts · Michael Rogers                                       | Espanya · Joan Llaneras · Isaac Gálvez                                                   | Dinamarca · Tayeb Braikia · Jakob Piil                                         |
| Berlín                |                                                                                 |                                                                                          |                                                                                |
| Keirin                | Jens Fiedler (GER)                                                              | Darryn Hill (AUS)                                                                        | John Gonzales (COL)                                                            |
| Quilòmetre            | Arnaud Tournant (FRA)                                                           | Sören Lausberg (GER)                                                                     | Grzegorz Krejner (POL)                                                         |
| Velocitat             | Florian Rousseau (FRA)                                                          | Frédéric Magné (FRA)                                                                     | Viesturs Berzins (LAT)                                                         |
| Velocitat per equips  | Alemanya · Jens Fiedler · Eyk Pokorny · Sören Lausberg                          | França · Florian Rousseau · Frédéric Magné · Arnaud Tournant                             | Polònia · Grzegorz Krejner · Marcin Mientki · Grzegorz Trębski                 |
| Persecució            | Robert Bartko (GER)                                                             | Sergiy Matveyev (UKR)                                                                    | Antoni Tauler (ESP)                                                            |
| Persecució per equips | Alemanya · Robert Bartko · Christian Lademann · Daniel Becke · Guido Fulst      | Ucraïna · Alexandre Simonenko · Serhíi Matvèiev · Sergiy Chernyavsky · Olexander Fedenko | Rússia · Anton Chantyr · Edouard Gritsoun · Aleksei Màrkov · Nikolai Kuznetsov |
| Puntuació             | Michael Sandstød (DEN)                                                          | Rob Hayles (GBR)                                                                         | Philippe Ermenault (FRA)                                                       |
| Madison               | Itàlia · Silvio Martinello · Andrea Collinelli                                  | Bèlgica · Etienne De Wilde · Matthew Gilmore                                             | Alemanya · Guido Fulst · Stefan Steinweg                                       |
| Hyères                |                                                                                 |                                                                                          |                                                                                |
| Keirin                | Roberto Chiappa (ITA)                                                           | Eyk Pokorny (GER)                                                                        | Viesturs Berzins (LAT)                                                         |
| Quilòmetre            | Hervé Robert Thuet (FRA)                                                        | Narihiro Inamura (JPN)                                                                   | Craig MacLean (GBR)                                                            |
| Velocitat             | Laurent Gané (FRA)                                                              | Sean Eadie (AUS)                                                                         | Eyk Pokorny (GER)                                                              |
| Velocitat per equips  | França · Hervé Robert Thuet · Laurent Gané · Vincent Le Quellec                 | Grècia · George Chimonetos · Dimitris Georgalis · Labros Vassilopoulos                   | Regne Unit · Chris Hoy · Craig Percival · Craig MacLean                        |
| Persecució            | Jens Lehmann (GER)                                                              | Andrea Collinelli (ITA)                                                                  | Aleksei Màrkov (RUS)                                                           |
| Persecució per equips | Itàlia · Mario Benetton · Andrea Collinelli · Adler Capelli · Cristiano Citton  | Ucraïna · Alexandre Simonenko · Sergiy Matveyev · Sergiy Chernyavsky · Ruslan Pidgornyy  | Rússia · Anton Chantyr · Edouard Gritsoun · Aleksei Màrkov · Nikolai Kuznetsov |
| Puntuació             | Michael Sandstød (DEN)                                                          | Silvio Martinello (ITA)                                                                  | Bruno Risi (SUI)                                                               |
| Madison               | Itàlia · Silvio Martinello · Marco Villa                                        | Bèlgica · Etienne De Wilde · Matthew Gilmore                                             | Suïssa · Bruno Risi · Kurt Betschart                                           |

### Femenins
| Event                 | Guanyadora               | Segona                   | Tercera                    |
| Cali                  | Cali                     | Cali                     | Cali                       |
| --------------------- | ------------------------ | ------------------------ | -------------------------- |
| 500 m. contrarellotge | Magali Faure (FRA)       | Michelle Ferris (AUS)    | Galina Enioukhina (RUS)    |
| Velocitat             | Magali Faure (FRA)       | Michelle Ferris (AUS)    | Jennie Reed (USA)          |
| Persecució            | Antonella Bellutti (ITA) | Rasa Mažeikytė (LTU)     | Erin Veenstra (USA)        |
| Puntuació             | Antonella Bellutti (ITA) | Erin Veenstra (USA)      | Rawea Greewood (NZL)       |
| Victòria              |                          |                          |                            |
| 500 m. contrarellotge | Michelle Ferris (AUS)    | Oksana Gríxina (RUS)     | Nicole Reinhardt (GER)     |
| Velocitat             | Michelle Ferris (AUS)    | Olga Gríxina (RUS)       | Tanya Dubnicoff (CAN)      |
| Persecució            | Lucy Tyler Sharman (AUS) | Sarah Ulmer (NZL)        | Erin Veenstra (USA)        |
| Puntuació             | Lucy Tyler Sharman (AUS) | Olga Sliússareva (RUS)   | Rawea Greewood (NZL)       |
| Berlín                |                          |                          |                            |
| 500 m. contrarellotge | Félicia Ballanger (FRA)  | Katerine Frietag (GER)   | Jiang Cuihua (CHN)         |
| Velocitat             | Félicia Ballanger (FRA)  | Michelle Ferris (AUS)    | Olga Gríxina (RUS)         |
| Persecució            | Lucy Tyler Sharman (AUS) | Natalia Karimova (RUS)   | Judith Arndt (GER)         |
| Puntuació             | Judith Arndt (GER)       | Antonella Bellutti (ITA) | Lucy Tyler Sharman (AUS)   |
| Hyères                |                          |                          |                            |
| 500 m. contrarellotge | Félicia Ballanger (FRA)  | Jiang Cuihua (CHN)       | Irina Ianòvitx (UKR)       |
| Velocitat             | Félicia Ballanger (FRA)  | Ulrike Weichelt (GER)    | Olga Gríxina (RUS)         |
| Persecució            | Rasa Mažeikytė (LTU)     | Yvonne McGregor (GBR)    | Leontien van Moorsel (NED) |
| Puntuació             | Natalia Karimova (RUS)   | Alayna Burns (AUS)       | Karen Dunne (USA)          |

## Classificació
| Rang | País/Equip   | Cali | Victòria | Berlín | Hyères | Total |
| ---- | ------------ | ---- | -------- | ------ | ------ | ----- |
| 1    | Alemanya     | -    | -        | -      | -      | 351   |
| 2    | França       | -    | -        | -      | -      | 333   |
| 3    | Estats Units | -    | -        | -      | -      | 234   |
| 4    | Austràlia    | -    | -        | -      | -      | 220   |
| 5    | Rússia       | -    | -        | -      | -      | 214   |
| 6    | Itàlia       | -    | -        | -      | -      | 166   |
| 7    | Regne Unit   | -    | -        | -      | -      | 160   |
| 8    | Espanya      | -    | -        | -      | -      | 134   |
| 9    | Polònia      | -    | -        | -      | -      | 90    |
| 10   | Dinamarca    | -    | -        | -      | -      | 80    |